# Chinatown (Sydney)

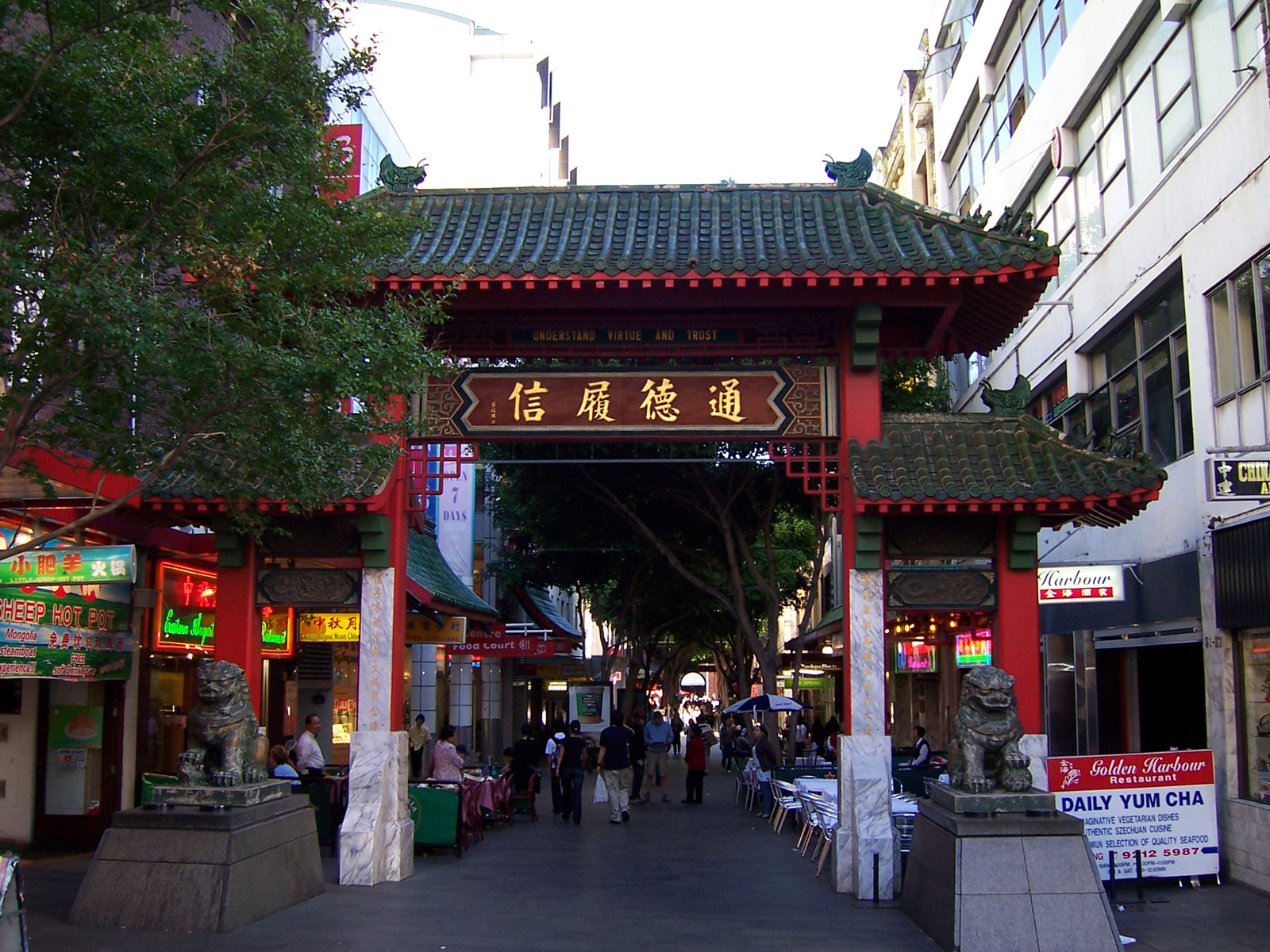
L'ingresso della Chinatown di Sydney

La Chinatown di Sydney (in cinese tradizionale 雪梨華埠 semplificato 悉尼唐人街) è un'area urbana localizzata appena a sud del centro finanziario della città di Sydney, Nuovo Galles del Sud, (Australia). Localizzata nel quartiere di Haymarket, tra la stazione Centrale e Darling Harbour, è una delle Local Government Area della città di Sydney e la più grande Chinatown dell'Australia.